# Hartford (Connecticut)
Pour les articles homonymes, voir Hartford.
Hartford est la capitale de l'État du Connecticut, aux États-Unis. Avec 124 775 habitants en 2010, elle est la troisième plus grande ville de l'État après Bridgeport et New Haven. Son aire urbaine, Greater Hartford, est, avec 1 188 841 habitants, la plus importante du Connecticut et la 45e du pays. 
Hartford est parfois surnommée la « capitale mondiale des compagnies d'assurance » (« insurance capital of the world ») du fait qu'elle constitue un centre important de compagnies d'assurance américaines (à la suite du Grand Incendie de New York de 1835), qui sont l'un des secteurs économiques principaux de la région. 
À 38 km au nord, également sur le fleuve Connecticut, se trouve la ville de Springfield. La conurbation de Hartford-Springfield compte une population de 1,9 million d'habitants dont 160 000 étudiants.

## Géographie

### Situation
Hartford est située au centre de l’État, dans le comté de Hartford. Arrosée par le Connecticut, elle est à seulement 38 km de Springfield, la plus grande des villes que traverse ce fleuve.
Selon le Bureau du recensement des États-Unis, la superficie de la ville est de 18,06 milles carrés (46,78 km2), dont 17,38 milles carrés (45,01 km2) de terres et 0,67 milles carrés (1,74 km2) de plans d’eau (soit 3,67 %).

### Transports
Hartford est desservie par l'aéroport international Bradley.

### Urbanisme
Hartford et son agglomération comptent huit gratte-ciel.

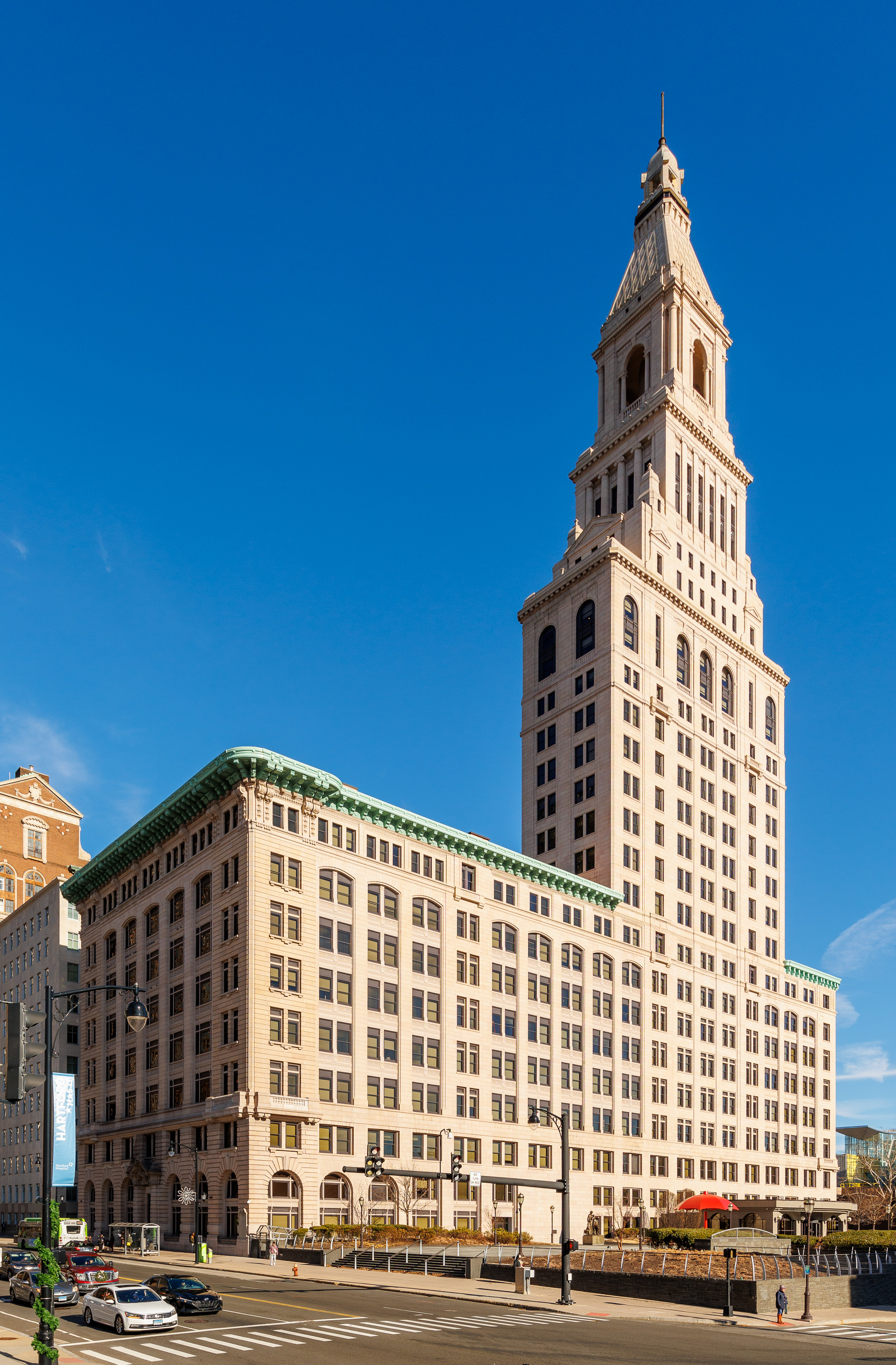
Travelers Tower
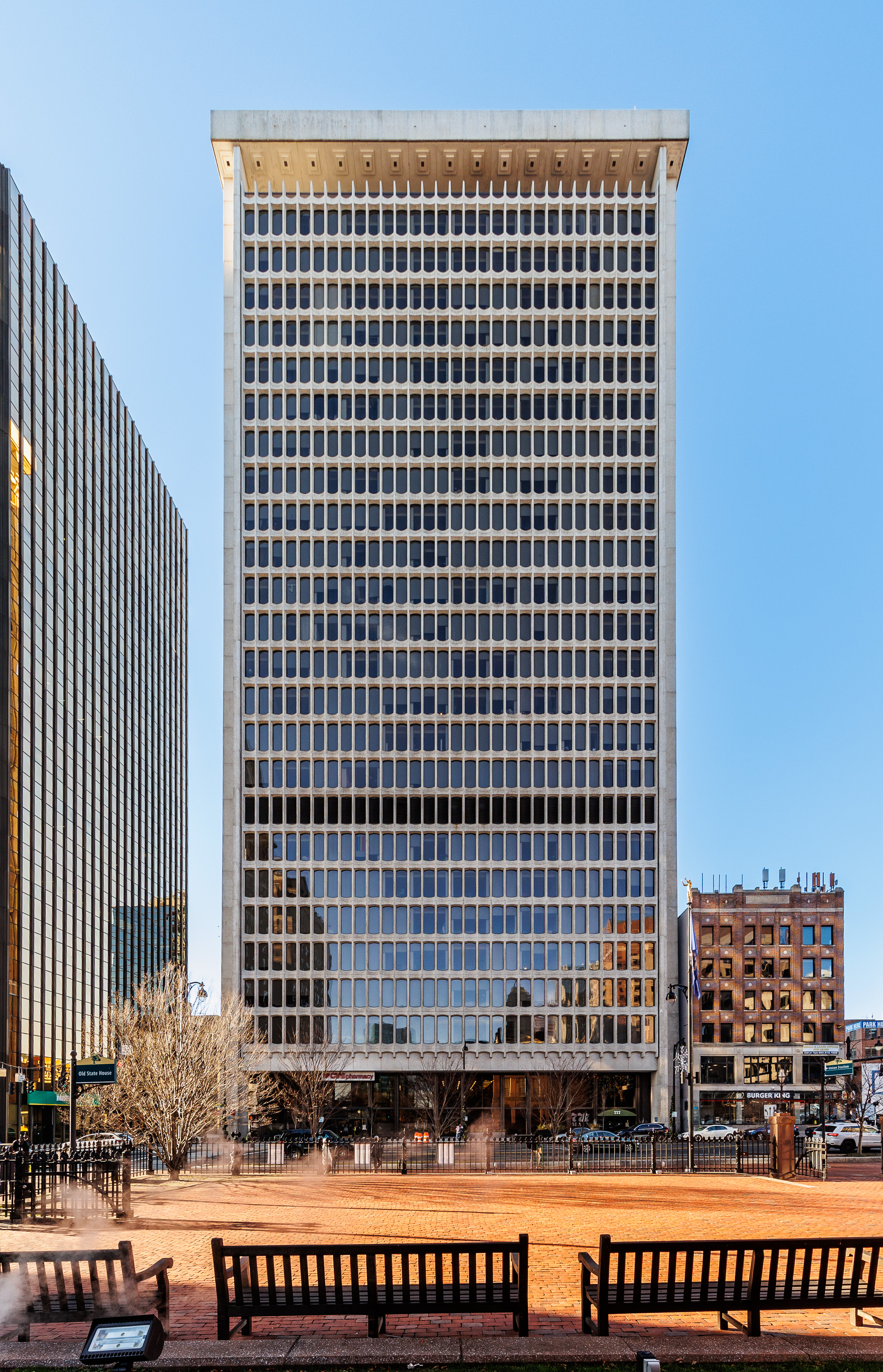
777 Main Street
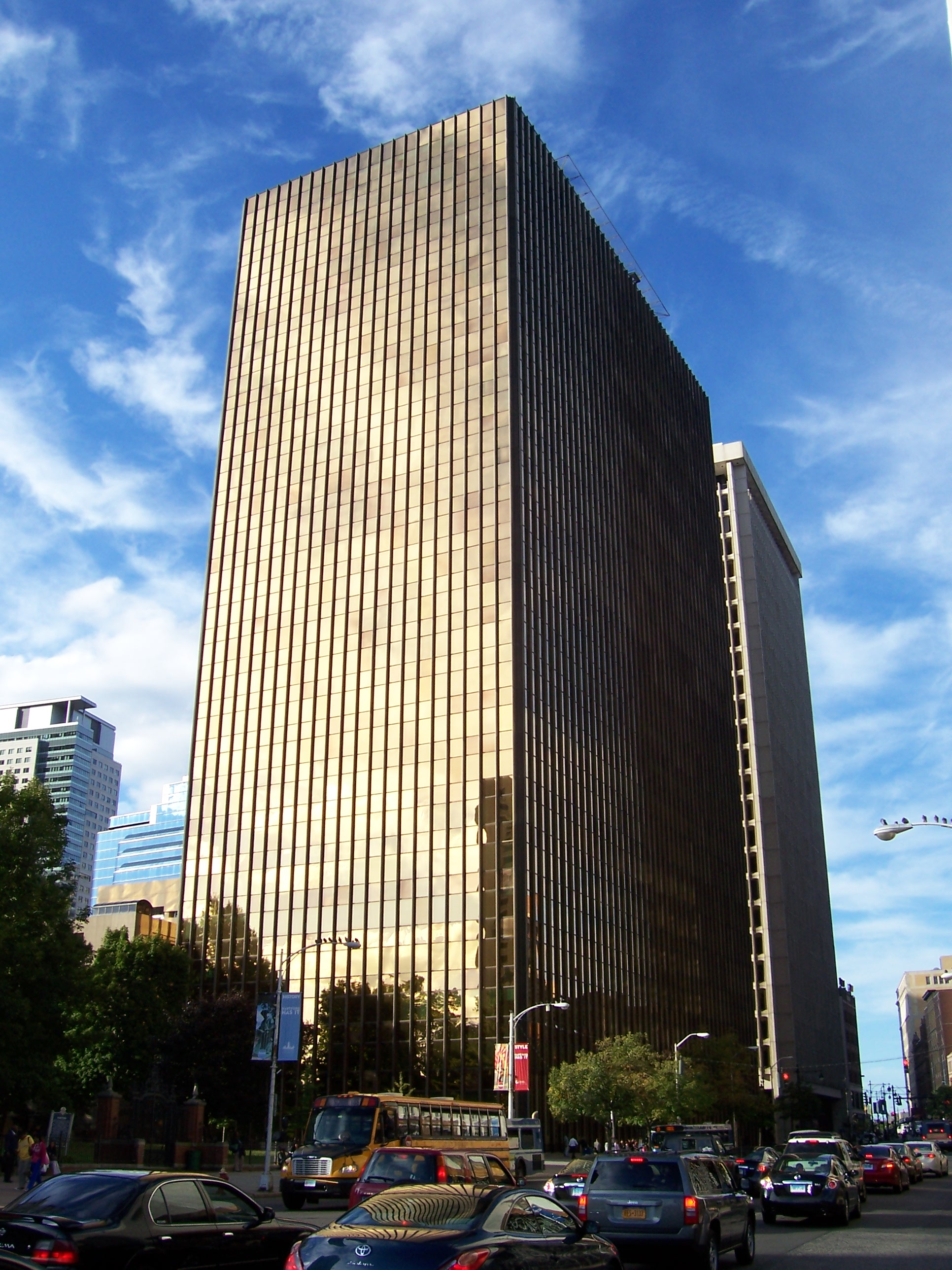
Siège d'UTC

## Histoire
Les premiers Européens qui ont exploré cette partie de la côte atlantique seraient les Néerlandais menés par Adriaen Block, qui remonta la vallée du Connecticut en 1614. Des marchands de fourrure de La Nouvelle-Amsterdam y revinrent en 1623 pour fonder un poste de traite et fortifier la région pour le compte de la Compagnie néerlandaise des Indes occidentales. Il s'agissait pour les marchands de contrôler le trafic des wampum, tresses textiles artisanales servant alors de monnaie avec les Indiens. Le site d'origine se trouvait sur la rive sud de Park River, dans l'actuel faubourg de Sheldon/Charter Oak. Leur fort prit le nom de Huyshoop, c'est-à-dire « maison de Bonne-Espérance. » En 1633, Jacob Van Curler négocia avec le chef des indiens Pequot le rachat des terres entourant Fort Hoop. Il n'abritait alors sans doute qu'une ou deux familles et une garnison d'une dizaine d'hommes. Cet avant-poste n'empêcha nullement l'installation d'un nombre croissant de colons britanniques, et les Néerlandais réalisèrent bientôt qu'ils étaient débordés par le nombre. Quoique ce fort eût été abandonné en 1654, la région n'en continue pas moins d'être désignée comme Dutch Point ; et le nom de cet ancien fort subsiste dans celui d'Huyshope Avenue,.
Hartford est fondée sous le nom de Newton par des colons originaires de la ville du même nom dans le Massachusetts. Elle adopte son nom actuel en référence à Hertford, ville natale de l'un de ses fondateurs, le pasteur Samuel Stone (en). Hartford devient une municipalité en 1635.
En 1650, Peter Stuyvesant démarcha les autorités d'Angleterre pour les inciter à négocier une frontière géographique ferme avec les colonies néerlandaises ; l'accord fut trouvé pour tirer une ligne passant à 85 km à l'ouest de la colonie originale de Hartford.

## Démographie
| Groupe                           | Hartford | Connecticut | États-Unis |
| -------------------------------- | -------- | ----------- | ---------- |
| Afro-Américains                  | 38,7     | 10,1        | 12,6       |
| Blancs                           | 29,8     | 77,6        | 72,4       |
| Autres                           | 23,8     | 5,6         | 6,4        |
| Métis                            | 4,2      | 2,6         | 2,9        |
| Asiatiques                       | 2,8      | 3,8         | 4,8        |
| Amérindiens                      | 0,6      | 0,3         | 0,9        |
| Total                            | 100      | 100         | 100        |
|                                  |          |             |            |
| Hispaniques et Latino-Américains | 43,4     | 13,4        | 17,4       |

Selon l’American Community Survey, pour la période 2011-2015, 53,08 % de la population âgée de plus de 5 ans déclare parler anglais à la maison, alors que 37,29 % déclare parler l'espagnol, 1,68 % le français, 1,40 % le portugais, 0,85 % le serbo-croate, 0,69 % un créole français, 0,64 % une langue africaine et 4,38 % une autre langue.
Il y avait 44 986 ménages, dont 34,4 % avaient des enfants de moins de 18 ans, 25,2 % étaient des couples mariés, 29,6 % avaient une femme qui était parent isolé, et 39,6 % étaient des ménages non-familiaux. 33,2 % des ménages étaient constitués de personnes seules et 9,6 % de personnes seules de 65 ans ou plus. Le ménage moyen comportait 2,58 personnes et la famille moyenne avait 3,33 personnes.
Dans la ville, la pyramide des âges était 30,1 % en dessous de 18 ans, 12,6 % de 18 à 24, 29,8 % de 25 à 44, 18 % de 45 à 64, et 9,5 % qui avaient 65 ans ou plus. L'âge médian était 30 ans. Pour 100 femmes, il y avait 91,4 hommes. Pour 100 femmes de 18 ans ou plus, il y avait 86 hommes.
Le revenu médian par ménage de la ville était 24 820 $ et le revenu médian par famille était de 27 051 $. Les hommes avaient un revenu médian de 28 444 $ contre 26 131 $ pour les femmes. Le revenu par habitant de la ville était 13 428 $. 30,6 % des habitants et 28,2 % des familles vivaient sous le seuil de pauvreté. 41 % des personnes de moins de 18 ans et 23,2 % des personnes de plus de 65 ans vivaient sous le seuil de pauvreté.
| 1790  | 1800  | 1810  | 1820  | 1830  | 1840  |
| ----- | ----- | ----- | ----- | ----- | ----- |
| 2 683 | 3 523 | 3 955 | 4 726 | 7 074 | 9 468 |

| 1850   | 1860   | 1870   | 1880   | 1890   | 1900   |
| ------ | ------ | ------ | ------ | ------ | ------ |
| 17 966 | 29 152 | 37 180 | 42 015 | 53 230 | 79 850 |

| 1910   | 1920    | 1930    | 1940    | 1950    | 1960    |
| ------ | ------- | ------- | ------- | ------- | ------- |
| 98 915 | 138 036 | 164 072 | 166 267 | 177 397 | 162 178 |

| 1970    | 1980    | 1990    | 2000    | 2010    | - |
| ------- | ------- | ------- | ------- | ------- | - |
| 158 017 | 136 392 | 139 739 | 121 578 | 124 775 | - |

## Sports
Jusqu'en 1997, la ville avait son équipe de la LNH, les Whalers de Hartford. Elle a par la suite déménagé pour devenir les Hurricanes de la Caroline, gagnants de la coupe Stanley au printemps 2006. Elle possède actuellement le Wolf Pack de Hartford de la Ligue américaine de hockey. Depuis 2009, la ville possède également une équipe de football américain, les Colonials de Hartford qui est une franchise de l'United Football League

## Politique et administration

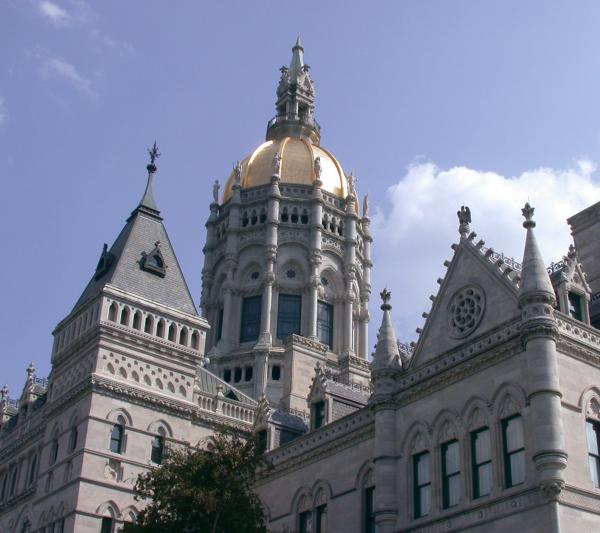
Capitole de l'État du Connecticut.

Hartford est un bastion du Parti démocrate, notamment en raison de l'importance des minorités afro-américaine et hispanique. En octobre 2015, 72 % des électeurs actifs de la ville étaient inscrits comme démocrates contre 24 % de non affiliés et 3 % de républicains.

### Hartford Police Department
La création de la police municipale d'Hartford, sous la forme de l'actuel Hartford Police Department date de 1860. Ses 424 officiers de police assermentés sont répartis entre les services suivants : Animal Control (Police sanitaire et vétérinaire), Bomb Squad (démineurs), Detective Bureau (Police judiciaire), K-9 Unit (police canine), Marine Division (brigade fluviale), Negotiator, Records (démarches administratives/archives), et Vice & Narcotics (brigade mondaine et des stupéfiants). Leur arme de service est le pistolet Smith & Wesson M&P45 depuis 2007 (ayant remplacé le modèle 4506 du même fabricant) de calibre 11,43 mm. Les 25 policiers de son Emergency Response Team, le S.W.A.T. du HPD, sont armés de carabines d'assaut Colt M4 et de pistolets mitrailleurs MP5 et Colt 635 SMG.
7 officiers du HPD sont morts en service entre 1860 et 2010.

### Hartford Fire Department
La ville d'Hartford salarie 365 pompiers professionnels sur un effectif de 395 personnels. Hartford est divisée en 2 districts dans lesquels se répartissent 12 casernes.

### Autres structures administratives
- Centre correctionnel de Hartford, prison d'État administrée par le Département des services correctionnels du Connecticut (en)

## Culture et patrimoine
- Mark Twain House (en)
- Old State House
- Wadsworth Atheneum
- Capitole de l'État du Connecticut

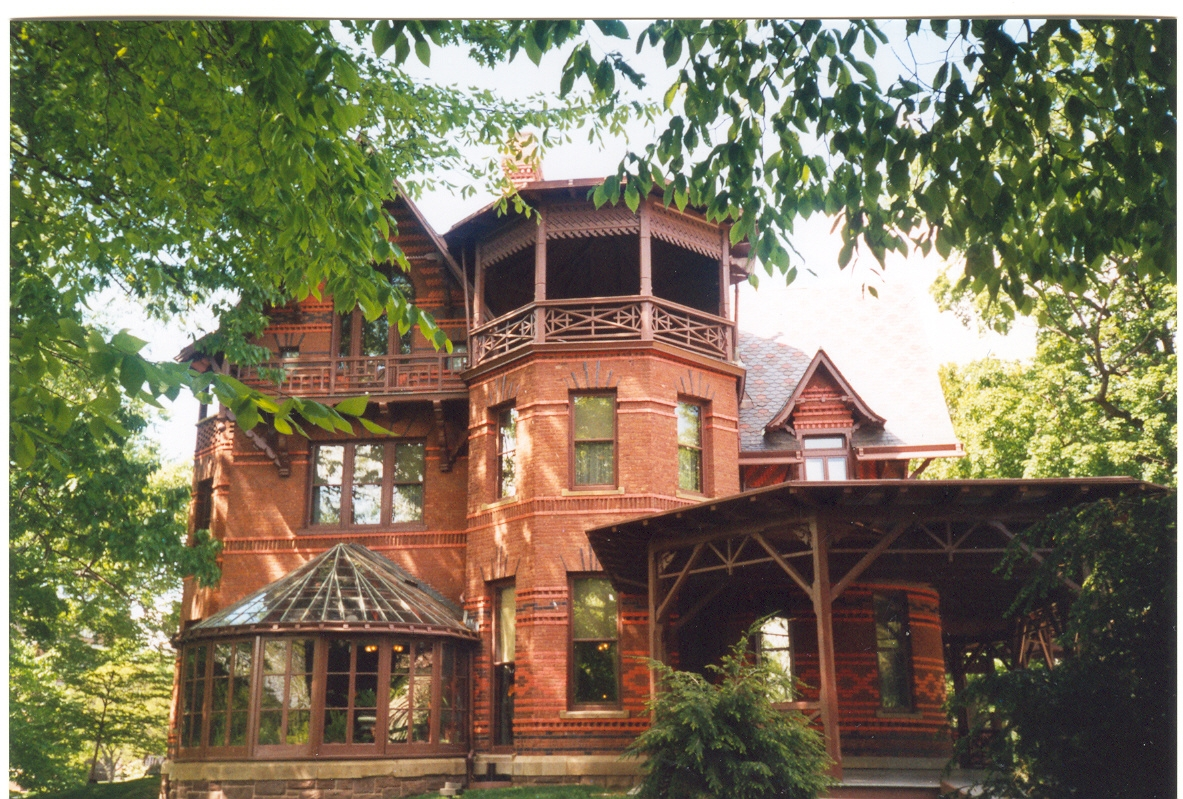
Maison de Mark Twain.

- Cathédrale Saint-Joseph d'Hartford
- Une des villes où se passe  principalement la série Gilmore Girls

## Personnalités liées à la ville
- Rose Terry Cooke

## Économie
La Colt's Manufacturing Company (CMC, anciennement Colt's Patent Firearms Manufacturing Company) est une entreprise américaine d'armes à feu basée à Hartford (Connecticut). Elle est fondée par Samuel Colt en 1855 après la faillite en 1842 de sa première entreprise, la Patent Arms Manufacturing of Paterson, à Paterson, New Jersey.

## Jumelages
Hartford est jumelée à de nombreuses villes.
- Bydgoszcz (Pologne)
- Caguas (Porto Rico)
- Cape Coast (Ghana)
- Cenon (France)
- Couva (Trinité-et-Tobago)
- Dongguan (Chine)
- Floridia (Italie)
- Freetown (Sierra Leone)
- Hertford (Angleterre)
- João Pessoa (Brésil)
- Mangualde (Portugal)
- Santa Cruz de Mao (République dominicaine)
- Morant Bay (Jamaïque)
- New Ross (Irlande)
- Ocotal (Nicaragua)
- Thessalonique (Grèce)